# فرقاطة فئة ريفر
كانت فئة ريفر عبارة عن فئة من 151 فرقاطة أُطلقت بين عامي 1941 و1944 لاستخدامها كسفن حراسة قوافل مضادة للغواصات في شمال المحيط الأطلسي. خدمت الغالبية منها مع البحرية الملكية والبحرية الملكية الكندية، وبعضها خدم في القوات البحرية المتحالفة الأخرى مثل: البحرية الملكية الأسترالية، القوات البحرية الفرنسية الحرة، والبحرية الملكية الهولندية، وبعد الحرب، مع بحرية جنوب أفريقيا.
قدمت البحرية الملكية أولى طلباتها من الفئة في 1940، سُميت سفن الفئة بأسماء أنهار في المملكة المتحدة، مما أعطى منح للفئة اسم نهر (ريفر). أما في كندا، فقد سُميت الفرقاطات على أسماء البلدات والمدن، فيما بقى اسم الفئة كما هو. عُينت الفئة في الأصل كـ«قرويطة مزدوجة اللولب»، وقد اقترح نائب الأدميرال بيرسي دبليو نيليس [الإنجليزية] من البحرية الملكية الكندية تسميتها «فرقاطة». أمرت كندا في الأصل ببناء 33 فرقاطات في أكتوبر 1941. كان هيكل الفرقاطات كبير جداً بالنسبة للقناطر الموجودة على قناة لاشين [الإنجليزية]، لذا لم تبنيها أحواض بناء السفن في البحيرات العظمى، وبالتالي بُنيت جميع الفرقاطات في كندا في أحواض بناء السفن على طول الساحل الغربي أو على طول نهر سانت لورانس أدنى مونتريال. أمرت كندا ببناء 70 فرقاطة في المجمل، بما في ذلك عشر فرقاطات للبحرية الملكية، والتي نقلت فرقاطتين إلى البحرية الأمريكية. كما بُنيت اثنتا عشر فرقاطة في أستراليا لصالح البحرية الملكية الأسترالية (منها أربعة خضعت لتصميم معدل).
استمرت خدمة فرقاطات الفئة في العديد من القوات البحرية الأخرى في جميع أنحاء العالم بعد الحرب العالمية الثانية، أُغرقت عدة سفن تابعة للبحرية الملكية الكندية لاستخدامها كحواجز للأمواج. فرقاطة واحدة هي إتش إم سي إس ستورمونت [الإنجليزية]، اشتراها أرسطو أوناسيس وحولها إلى اليخت الفاخر كريستينا أوه [الإنجليزية].